# دست‌پرورده‌های فرگوسن

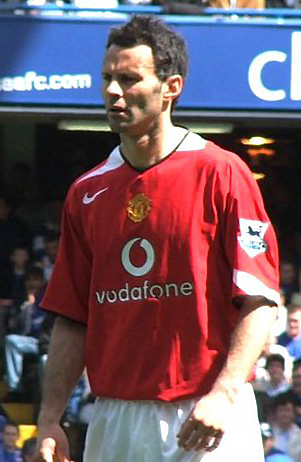
رایان گیگز، اولین بازیکن از موج دوم تربیت بازیکنان خلاق توسط فرگوسن

دست پرورده‌های فرگوسن (به انگلیسی: Fergie's Fledglings) به آن دسته از بازیکنانی گفته می‌شود که زیر نظر فرگوسن (که با نام فرگی نیز شناخته می‌شود) رشد کردند و به تیم اول منچستر یونایتد راه یافتند.

## فهرست دست‌پرورده‌های فرگوسن

### دهه ۱۹۸۰
- راسل بردسمور
- تونی گیل
- دینیول گراهام
- جیولیانو مایورانا
- لی مارتین
- مارک رابینز
- لی شارپ
- دیوید ویلسون

### دهه ۱۹۹۰
- دیوید بکهام
- نیکی بات
- کریس کاسپر
- تری کوک
- سایمون دیویس
- رایان گیگز
- کیث گیلسپی
- گری نویل
- فیل نویل
- پت مک‌گیبون
- جان اوکین
- کوین پیلکینگتون
- رابی ساویج
- پل اسکولز
- بن ثرونلی
- گرامه تاملینسون

### دهه ۲۰۰۰
- کریستیانو رونالدو